# Grenadier-Regiment „König Friedrich III.“ (2. Schlesisches) Nr. 11
Das Grenadier-Regiment „König Friedrich III.“ (2. Schlesisches) Nr. 11 war ein Infanterieverband der Preußischen Armee.

## Geschichte
Das Grenadier-Regiment „König Friedrich III.“ (2. Schlesisches) Nr. 11 wurde am 21. November 1808 gegründet und war von 1820 bis 1850, von 1855 bis 1866 und von 1871 bis 1914 dem VI. Armee-Korps unterstellt. 1851 und 1852 bis 1854 war es Teil des V. Armee-Korps und von 1867 bis 1869 des IX. Armee-Korps. Während dieser Zeit gehörte es zur 11. Division (1820–1850, 1855–1866, 1871–1914), zur 10. Division (1851–1854), zur 17. Division (1867) und zur 18. Division (1869–1869). Es gehörte der 11. Infanterie-Brigade (1820–1850), der 10. Infanterie-Brigade (1851), der 20. Infanterie-Brigade (1852–1854), der 22. Infanterie-Brigade (1855–1866, 1871–1914), der 33. Infanterie-Brigade (1867) und der 36. Infanterie-Brigade (1868–1869) an.
König Friedrich Wilhelm III. verfügte 1808 die Errichtung des 2. Schlesischen Infanterie-Regiments in der Stärke von zwei Grenadierkompanien, zwei Musketierbataillonen sowie einem leichten Bataillon zu je vier Kompanien. Die Grenadiere befanden sich im Bataillonsverband mit denen des 1. Schlesischen Infanterie-Regiments. Die Errichtung kam 1809 zum Abschluss.
1813 wurde ein drittes Musketierbataillon und vier Reservebataillons errichtet. Später wurden das dritte Musketierbataillon sowie das erste und zweite Reservebataillons wurden an das 23. Regiment abgegeben. Das dritte und vierte Reservebataillon wurde zur Auffüllung des Regiments aufgelöst.
Am 14. Oktober 1814 wurden beide Grenadierkompanien an das 1. Schlesische Regiment abgegeben, wo sie zur elfte und zwölfte Kompanie wurden. 1859 fand eine starke Abgabe der zweiten Kompanie an das Regiment Nr. 132 statt. Am 1. April 1887 wurde die zehnte Kompanie an das Regiment Nr. 138 abgegeben.
Am 2. Oktober 1893 wurde ein IV. (Halb-)Bataillon gegründet und am 1. April 1897 das IV. Bataillon an das Regiment Nr. 156 abgegeben.

### Standorte
- 1809: Glatz, Brieg (daneben Silberberg)
- 1809/10; 1812/13: Neiße
- 1816/17: Glogau, Schweidnitz
- 1817: Breslau (daneben Neiße)
- 1817/19: Brieg
- 1819: Glatz
- 1844: Brieg
- 1851: Posen (daneben Rawitsch)
- 1854: Breslau (daneben 1855–1860 Schweidnitz, Wohlau 1860–1864)
- 1864/65: Flensburg, Schleswig
- 1865/66: Schleswig (daneben wechselnd Cappeln 1865–1866, Tondern, dann Apenrade 1866)
- 1866: Altona (daneben Glückstadt 1866–1868)
- 1871: Breslau.

### Benennung
- Ab 21. November 1808: 2. Schlesisches Infanterie-Regiment
- Ab 5. November 1816: 11. Infanterie-Regiment (2. Schlesisches)
- Ab 10. März 1823: 11. Infanterie-Regiment
- Ab 4. Juli 1860: 2. Schlesisches Grenadier-Regiment Nr. 11
- Ab 22. März 1888: 6. Grenadier-Regiment Kronprinz Friedrich Wilhelm Nr. 11
- Ab 21. Juni 1888: Grenadier-Regiment Kronprinz Friedrich Wilhelm (2. Schlesisches) Nr. 11
- Ab 6. Mai 1900: Grenadier-Regiment König Friedrich III. (2. Schlesisches) Nr. 11.

### Regimentschefs, -Kommandeure
- 1819–1847: Wilhelm II.
- 1849–1875: Friedrich Wilhelm I.
- 1875–1888: Friedrich III.

### Einsätze
- 1812 kämpfte das Regiment im Preußischen Feldzug von 1812, der als Flankenschutz für die Napoleonische Grande Armée auf dem Weg nach Moskau geplant war. Von 1813 bis 1815 wurde es in den Befreiungskriegen eingesetzt.
- Im Zuge des Agendenstreites rückten 400 Mann des Regiments, unterstützt von 50 Kürassieren und 50 Husaren, im Dezember 1834 in das schlesische Dorf Hönigern ein, um die Herausgabe des Schlüssels der evangelisch-lutherischen Kirche zu erzwingen. Am Heiligabend 1934 gelang es dem Regiment, sich Zutritt zur Kirche zu verschaffen.[1]
- 1848 wurde das Regiment gegen Revolutionäre der Deutschen Revolution 1848/1849 und bei den Straßenkämpfen in Breslau eingesetzt.
- Das Regiment kämpfte im Deutschen Krieg gegen das Kaisertum Österreich 1866 und 1870/71 im Deutsch-Französischen Krieg.
- Zu Beginn des Ersten Weltkriegs, am 2. August 1914, wurde das Regiment wurde gemäß dem Mobilmachungsplan mobilisiert. Neben dem ins Feld rückende Regiment stellte es ein Ersatzbataillon zu vier Kompanien sowie zwei Rekruten-Depots auf. Am 15. September 1918 erhielt das Regiment eine eigene Minenwerfer-Kompanie, die aus Teilen der Minenwerfer-Kompanie Nr. 117 gebildet wurde.